# 井上都紀
井上 都紀（いのうえ つき）は、日本の映画監督である。京都府生まれ。

## 経歴
武蔵野美術大学油絵科卒業。ニューシネマワークショップにて映画制作を学ぶ。
竹中直人監督『サヨナラCOLOR』に監督助手として参加。
ゆうばり国際ファンタスティック映画祭・オフシアターコンペティション部門で短編作品『大地を叩く女』が2008年グランプリ受賞。
ゆうばりファンタスティック映画祭グランプリ第一回支援作品として、初長編『不惑のアダージョ』を製作。
国内外の映画祭で上映され、2011年渋谷・ユーロスペースを皮切りに全国公開された。角川書店よりDVDが発売されている。

## 作品
- 2004年短編作品『暁の花』
  - ショートショートフィルムフェスティバル2005 in大阪
  - ロンドン・Japanese film in LONDON 2005
- 2005年短編作品『Mademoiselle Audrey』
  - 東京ネットムービーフェスティバル2006 コンペティション部門
  - ドイツ・ニッポンコネクション2009出品
- 2006年『HIROMI／柴田淳』（PV・ショートフィルム）
  - ショートショートフィルムフェスティバル2009 music short film 部門
- 2007年短編作品『大地を叩く女』
  - ゆうばり国際ファンタスティック映画祭2008 オフシアターコンペティション部門グランプリ受賞
  - フランス・クレルモンフェラン短編映画祭2009 Palmares National部門特別賞受賞
  - ドバイ国際映画祭2008 コンペティション部門出品
  - ロッテルダム国際映画祭2009 正式出品
- 2009年『不惑のアダージョ』
  - ゆうばり国際ファンタスティック映画祭2009・特別上映
  - ロッテルダム国際映画祭2010 タイガーアワードコンペティション部門
  - コペンハーゲン国際映画祭2010 正式出品
  - 韓国・ジェチェン音楽映画祭2010 コンペティション部門
  - なら国際映画祭2010 新人コンペティション部門
  - ローマ国際映画祭2010 正式出品